# Una vita non basta
Una vita non basta (Itinéraire d'un enfant gâté) è un film del 1988 diretto da Claude Lelouch.

## Trama
Sam Lion è un uomo che ha passato una vita propriamente piena, dopo aver vissuto nel mondo del circo diviene un vincente uomo d'affari fondando e affermando una ditta di pulizie. Ad un certo punto, stanco di quella vita, decide di abbandonare tutto, fingendosi morto in un naufragio. Dopo, fornito di documenti falsi, viaggia per il mondo.
Viene riconosciuto da un suo ex dipendente, Al Duvivier, che lo informa della crisi in cui si trova l'impero economico che i figli non sono in grado di gestire. Sentendo la notizia Sam rientra con Al a Parigi, e facendosi aiutare da questi, salva l'azienda, rimanendo sempre e comunque in incognito. Quando la situazione si risolve, Lion torna alla vita in Africa, insieme ai leoni.

## Riconoscimenti
- Premi César 1989
  - Miglior attore (Jean-Paul Belmondo)